# Янкі (Радомський повіт)
Янкі (пол. Janki) — село в Польщі, у гміні Єдлінськ Радомського повіту Мазовецького воєводства.
Населення — 70 осіб (2011).
У 1975-1998 роках село належало до Радомського воєводства.

## Демографія
Демографічна структура станом на 31 березня 2011 року:
|          | Загалом | Допрацездатний вік | Працездатний вік | Постпрацездатний вік |
| -------- | ------- | ------------------ | ---------------- | -------------------- |
| Чоловіки | 31      | 5                  | 20               | 6                    |
| Жінки    | 39      | 7                  | 22               | 10                   |
| Разом    | 70      | 12                 | 42               | 16                   |